# Artur Schuschenatschew
Artur Gawrilowitsch Schuschenatschew (russisch Артур Гаврилович Шушеначев; * 7. April 1998 in Taras, Kasachstan) ist ein kasachischer Fußballspieler, der seit 2024 bei Hapoel Be’er Scheva in der israelischen Ligat ha’Al unter Vertrag steht.

## Karriere

### Verein
Schuschenatschew erlernte das Fußballspielen beim Zweitligisten FK Taras, wo er zuerst in der Jugend und später bei der U-21 spielte. Am 13. April 2017 wechselte er weiter zum FK Qairat Almaty. Hier wurde er zunächst bei FK Qairat A, der zweiten Mannschaft des Vereins, eingesetzt. Seinen ersten Zweitligaeinsatz in der Saison 2017 hatte er am 7. Mai in der Begegnung mit Baikonur Qysylorda. Am 26. August 2017 gab er sein Debüt in der Profimannschaft in der kasachischen Premjer-Liga beim 1:0-Auswärtssieg gegen den FK Atyrau, als er kurz vor Spielende in der 88. Minute eingewechselt wurde. Insgesamt kam er 2017 auf einen Einsatz in der Profimannschaft und 16 Einsätze bei Qairat-Schastar, wobei er zwei Tore erzielen konnte. In der Saison 2018 absolvierte er 30 Spiele für Qairat A, kam aber auf keinen Einsatz in der Premjer-Liga. Doch er kam drei Mal für die Profimannschaft im nationalen Pokal zum Einsatz und gewann diesen schließlich auch.
Erst 2019 stand er wieder für den Verein in der Premjer-Liga auf dem Platz, wobei er auf drei Einsätze kam und beim 2:0-Heimsieg gegen Tobyl Qostanai am 26. Oktober sein erstes Premjer-Liga-Tor erzielte. Auch im Aufgebot von Qairat A absolvierte Schuschenatschew 23 Spiele, in denen er zwölf Tore erzielen konnte. Damit belegte er in der Torschützenliste der Ersten Liga 2019 den dritten Platz. Ab der Saison 2020 spielte Schuschenatschew dann auch regelmäßig bei den Profis und gewann im selben Jahr erstmals die kasachische Meisterschaft und ein Jahr später folgte der erneute Pokalsieg.
Am 6. Februar 2024 nahm ihn dann der israelischen Erstligist Hapoel Be’er Scheva mit einer Laufzeit bis zum Ende der Saison 2027/28 unter Vertrag.

### Nationalmannschaft
Von 2016 bis 2020 absolvierte Schuschenatschew acht Partien für diverse kasachische Jugendauswahlen. Am 1. September 2021 debütierte er dann auch für die A-Nationalmannschaft Kasachstans in der WM-Qualifikation gegen die Ukraine, als er beim 2:2-Unentschieden in Astana über 60 Minuten auf dem Feld stand. Bis zum Juni 2022 wurde der Stürmer dann noch weitere fünf Mal eingesetzt.

## Erfolge
FK Qairat Almaty
- Kasachischer Pokalsieger: 2018, 2021
- Kasachischer Meister: 2020